# Орден Розы (Бразилия)
Императорский орден Розы (порт. Imperial Ordem da Rosa) – рыцарский орден Бразильской империи.

## История
Орден Розы был основан императором Бразилии Педру I 17 октября 1829 года, в ознаменование его женитьбы на принцессе Амелии Лейхтенбергской.
Император Бразилии являлся гроссмейстером ордена.
Орден предназначался для награждения военных и гражданских лиц, подданных империи и иностранцев за заслуги перед императором и государством.

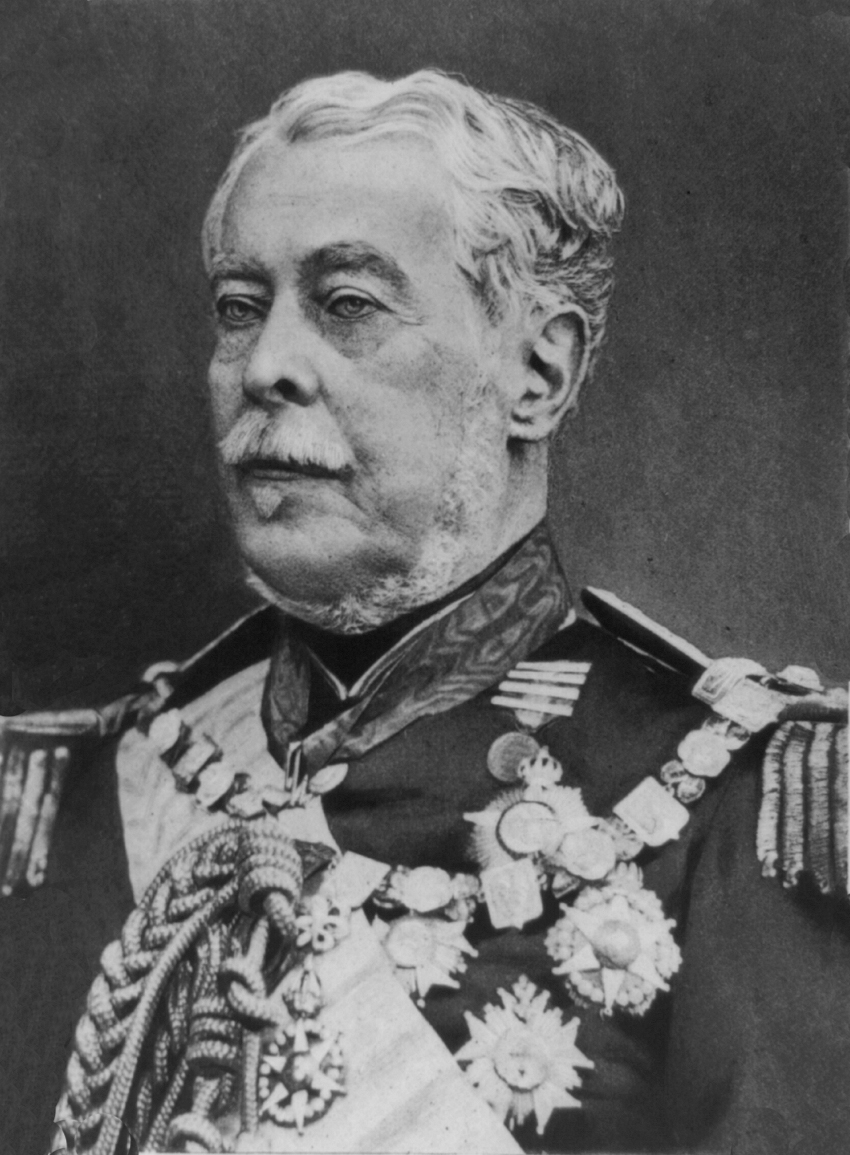
Маршал Луиш Алвиш ди Лима и Силва с инсигниями ордена Розы на орденской цепи

Отменен республиканским правительством 24 февраля 1891 года, однако сохранился как династическая награда дома Орлеан-Браганса – претендентов на несуществующий трон Бразилии.

## Степени
Орден имел шесть классов:
- Большой крест (Grã-cruz) – знак ордена на орденской цепи и звезда на левой стороне груди. Имеется ограничение числа получателей (16).
- Гранд-сановник (Grande Dignitário) – знак ордена на широкой чрезплечной ленте и звезда на левой стороне груди. Имеется ограничение числа получателей (16).
- Сановник (Dignitário) – знак ордена на шейной ленте и малая звезда (без императорской короны) на левой стороне груди. Имеется ограничение числа получателей (32).
- Командор (Comendador) – знак ордена на шейной ленте. Число получателей не ограничено.
- Офицер (Oficial) – знак ордена на нагрудной ленте. Число получателей не ограничено.
- Кавалер (Cavaleiro) – знак ордена на нагрудной ленте. Число получателей не ограничено.

## Описание

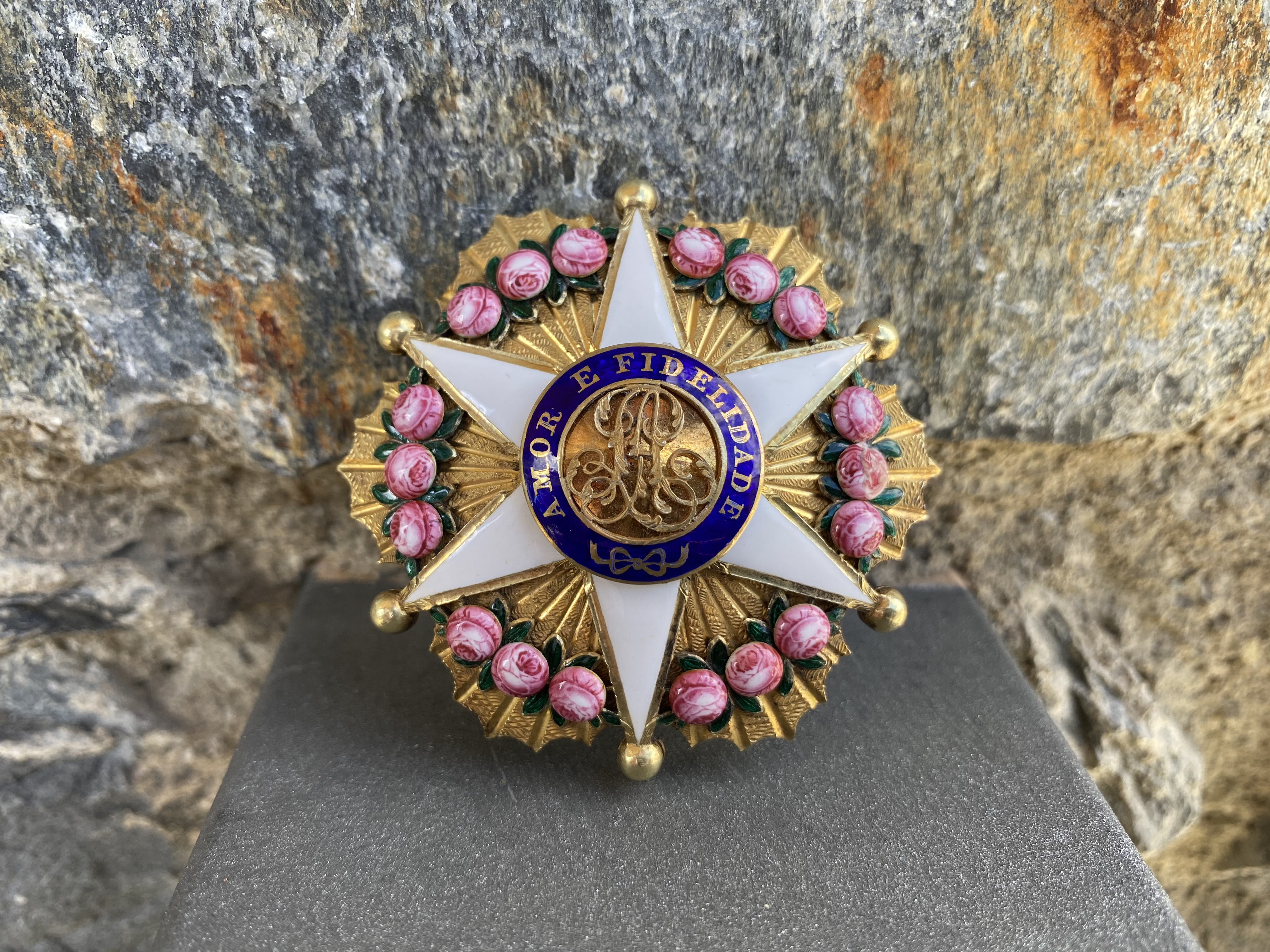
Звезда ордена

Орденская цепь представляет собой чередующиеся звенья в виде золотого  французского геральдического щита с объединённой монограммой «Р» и «А» (Педру и Амелия) в центре и покрытых розовой и зелёной эмалью бутонов роз на листьях. К центральному звену крепится знак ордена.
Знак ордена представляет собой шестиконечную звезду с шариками на концах, лучи которой покрыты белой эмалью. Между лучей размещена полукругом гирлянда из трёх роз розовой эмали на зелёных эмалевых листочках.
В центре золотой круглый медальон с широкой каймой синей эмали. В центре медальона аверса объединённая монограмма «Р» и «А» (Педру и Амелия), на кайме надпись: «Amor e fidelidade» (Любовь и верность). Верхний луч звезды коронован императорской короной Бразилии.
На медальоне реверса дата в три строки «2 / 18–29 / 8» обозначающая дату брачной церемонии 2 августа 1829. По окружности на синей эмали надпись золотыми буквами «Pedro e Amélia».
Звезда ордена представляет собой увеличенный в размерах знак ордена, наложенный на сияющие штралы, видимые между лучей знака. 
Лента ордена розового цвета с широкими белыми полосками, отстающими от края.

## Кавалеры
В 1830 году инсигнии Большого креста получил император Николай I. В число кавалеров ордена входили также российские подданные.